# Jorge de Almeida
Jorge de Almeida est le 10e et 12e gouverneur du Ceylan portugais.